# Great Easton (Essex)
Pour les articles homonymes, voir Easton et Great Easton.
Great Easton est un village et une paroisse civile de l'Essex, en Angleterre.